# Хенниг, Эдвард
Эдвард Август Хенниг (англ. Edward August Hennig; 13 октября 1879, Кливленд, Огайо — 28 августа 1960, Кливленд, Огайо) — американский гимнаст и легкоатлет, двукратный чемпион летних Олимпийских игр 1904.
На Играх 1904 в Сент-Луисе в гимнастике Хенниг соревновался в десяти дисциплинах. Он занял первое место в упражнениях на перекладине и с 3-х фунтовыми (1.5 кг) атлетическими булавами. Он занял 4-е место в соревнованиях на брусьях, на коне и в опорном прыжке, 5-е в первенстве на 7 снарядах, 13-ю позицию в командном первенстве, 50-ю в личном первенстве и 59-ю в первенстве на 9 снарядах.
В лёгкой атлетике Хенниг соревновался только в троеборье, в котором он занял 36-е место.